# Cryptolepis delagoensis
Cryptolepis delagoensis är en oleanderväxtart som beskrevs av Rudolf Schlechter. Cryptolepis delagoensis ingår i släktet Cryptolepis och familjen oleanderväxter. Inga underarter finns listade i Catalogue of Life.